# Fira Aeronàutica Internacional de Farnborough
La Fira Aeronàutica Internacional de Farnborough (Farnborough International Airshow) és un esdeveniment biennal d'una setmana de duració que combina una fira aeroespacial i defensa amb una exhibició aèria oberta al públic. La fira se celebra cada dos anys a mitjans de juliol els anys parells i té lloc a l'Aeroport de Farnborough (Hampshire, Regne Unit). Els primers cinc dies (de dilluns a divendres) estan reservats a l'activitat comercial, mentre que els dos últims dies són oberts al públic.
La fira és un esdeveniment important del calendari internacional de l'aeronàutica i la defensa perquè serveix per ensenyar les capacitats d'aeronaus civils i militars a possibles clients i inversors. A més a més, se sol aprofitar per anunciar notícies importants i noves comandes i per obtenir cobertura mediàtica.